# Här skall fajtas
Här skall fajtas (engelska: The Battle Of The Century) är en amerikansk komedifilm med Helan och Halvan från 1927 regisserad av Clyde Bruckman.

## Handling
Canvasback Clump och hans manager befinner sig på en boxningsmatch där Clump tävlar mot Thunderclap Callahan. Den som vinner matchen får 100 dollar i belöning. Det slutar dock med att Clump förlorar.
Nästa dag blir managern erbjuden 5 dollar av en försäkringsförsäljare, som går till förloraren. För att få pengarna måste Clump bli skadad. Managern placerar ett bananskal på en trottoar i tron om att Clump halka på skalet.
Men en konditor halkar på det istället, blir arg på managern och kastar en paj i ansiktet. Managern försöker göra detsamma och snart är hela stan inblandad i ett pajkrig.

## Om filmen
Filmen är inte helt bevarad. Under flera års tid fanns endast delar bevarat, fram till 2015 då en nästan komplett kopia av filmen återfanns, som kom att finjusteras och sändas i tysk TV 2019.
Filmen stod som förebild för duons senare ljudfilmer Helan och Halvan på straffarbete som utkom 1929 och Två käcka sjömän som utkom 1932.
Filmen finns utgiven på DVD och Blu-ray.

## Rollista (i urval)
- Stan Laurel – Canvasback Clump
- Oliver Hardy – Managern
- Charlie Hall – konditor, åskådare vid boxningsmatchen
- Sam Lufkin – domaren
- Noah Young – Thunderclap Callahan
- Ed Brandenburg – pajkastare
- Jack Hill – åskådare på boxningsmatchen
- Eugene Pallette – försäkringsagent
- Lou Costello – åskådare på boxningsmatchen
- Anita Garvin – kvinna som halkar på en paj
- Wilson Benge – borgmästaren[2]